# L. Armeekorps
L. Armeekorps var en tysk armékår under andra världskriget. Kåren sattes upp den 8 oktober 1940.

## Befälhavare
Kårens befälhavare:
- General der Kavallerie Georg Lindemann  8 oktober 1940-19 januari 1942
- General der Kavallerie Philipp Kleffel  19 januari 1942–3 mars 1942
- General der Infanterie Herbert von Böckmann  3 mars 1942–20 juli 1942
- General der Kavallerie Philipp Kleffel  20 juli 1942–17 september 1943
- General der Infanterie Wilhelm Wegener  17 september 1943–24 september 1944
- Generalleutnant Hans Boeckh-Behrens  24 september 1944–24 oktober 1944
- General der Gebirgstruppe Friedrich-Jobst Volckamer von Kirchensittenbach  25 oktober 1944–11 april 1945
- Generalleutnant Erpo von Bodenhausen 12 april 1945 - 8 maj 1945

Stabschef:
- Oberst Rudolf Sperl   25 oktober 1940–25 juni 1943
- Oberst Kurt Spitzer   25 juni 1943–1 april 1944
- Oberstleutnant Werner Richter  1 april 1944–1 oktober 1944
- Oberst Ernst-Friedrich Langenstraß  1 oktober 1944–1 maj 1945